# Jaime Graça
Jaime da Silva Graça (Setúbal, 10 gennaio 1942 – Lisbona, 28 febbraio 2012) è stato un calciatore portoghese, di ruolo centrocampista.

## Carriera
Con la nazionale portoghese ha preso parte ai Mondiali del 1966.

## Palmarès

### Club

#### Competizioni nazionali
- Campionato portoghese: 7

Benfica: 1966-1967, 1967-1968, 1968-1969, 1970-1971, 1971-1972, 1972-1973, 1974-1975
- Coppa del Portogallo: 4

Vitória Setúbal: 1964-1965
Benfica: 1968-1969, 1969-1970, 1971-1972
- Taça Ribeiro dos Reis: 2

Vitória Setúbal: 1962-1963
Benfica: 1970-1971